# ربکا زو
ربکا زو (انگلیسی: Rebecca Zhu؛ زادهٔ ۲ دسامبر ۱۹۸۷) بازیگر اهل چین است. او همچنین برندهٔ جوایزی همچون جایزه سالیانه تی‌وی‌بی شده است.